# شهرستان لوگان (کانزاس)
شهرستان لوگان، کانزاس (به انگلیسی: Logan County, Kansas) یک سکونتگاه مسکونی در ایالات متحده آمریکا است که در کانزاس واقع شده‌است.